# 125-о средно училище „Проф. Боян Пенев“
125-о средно училище „Проф. Боян Пенев“ с изучаване на чужди езици е действащо неспециализирано държавно общинско училище на територията на Столична община.
Акцентът на обучението пада върху математиката и чуждите езици – английски, руски и немски. След VII клас училището осъществява прием в профилирани паралелки – профил „Хуманитарен“ и профил „Математически“.

## История
Училището е открито през 1955 г. под името 34-о Средно смесено училище в тогава новопостроената за целта сграда на ул. „Цар Иван Шишман“ № 1 на ъгъла с ул. „Аксаков“ зад паметника на Цар Освободител. През 1957 г. прераства в 125-о основно училище „Иван Пашов“ на името на бившия кмет на София д-р Иван Пашов.
През учебната 1970/71 г. 125-о основно училище освобождава сградата на ул. „Цар Иван Шишман“ № 1 и се премества в новия квартал „Младост 1“. Временно е приютено в сградата на 118-о единно средно политехническо училище (ЕСПУ), тъй като новата му сграда още не е готова. На 15 септември 1972 г. новата сграда (до блок 43) е открита и оттогава насам училището се намира в нея. По-късно се преименува от „Иван Пашов“ на „Проф. Боян Пенев“; номерът му остава непроменен.
През 1977 г. 125-о ОУ става ЕСПУ с преподаване на руски език, а през 1989 училище – с чуждоезиков профил с решение на Министерството на образованието за бившите руски училища. Към 2024 г. преподаваните в него чужди езици са английски, немски и руски.
През 2017 година е обявено от МОН за иновативно училище, вследствие на което в програмата за осми клас на учениците от математическия профил в училището са включени допълнителни часове по математика и информатика и предметът „Приложни науки“ с области на компетентност като теория на числата, роботика, неевклидови геометрии, лингвистика и други. При учениците от паралелките с хуманитарна насоченост е въведен нов предмет „Култура, Креативност, Комуникация", който е естествената междупредметна връзка между история, музика, изобразително изкуство, езиково обучение, етика, философия.

## Именити възпитаници
- Татяна Захова, българска актриса
- Станислав Цанов, български журналист и ютюбър
- Димо Алексиев, български актьор
- Калоян Гешев, български трикратен световен шампион по скоростно смятане до дванадесет години